# یواس‌اس آرا (ای‌کی-۱۳۶)
یواس‌اس آرا (ای‌کی-۱۳۶) (به انگلیسی: USS Ara (AK-136)) یک کشتی بود که طول آن ۴۴۱ فوت ۶ اینچ (۱۳۴٫۵۷ متر) بود. این کشتی در سال ۱۹۴۲ ساخته شد.